# Rafael Moreno Valle Rosas
Rafael Moreno Valle Rosas (Puebla de Zaragoza, 30 de junio de 1968-Santa María Coronango, Puebla; 24 de diciembre de 2018) fue un político mexicano, miembro del Partido Acción Nacional. Fue gobernador de Puebla entre 2011 y 2017.
Fue aspirante a la candidatura del Partido Acción Nacional para la Presidencia de la República en 2018.
El 23 de agosto de 2018, Moreno Valle fue confirmado por el Instituto Nacional Electoral como senador plurinominal por el PAN para las LXIV y LXV Legislaturas del Congreso de la Unión, correspondientes al periodo 2018-2024. El 22 de noviembre de 2018 fue designado como coordinador de la bancada de Acción Nacional en el Senado.
Moreno Valle falleció en un accidente aéreo al lado de su esposa, Martha Érika Alonso, quien era la gobernadora del estado, en el cerro de la Chimenea del Chacuaco, poblado de Santa María Coronango, en el estado de Puebla.

## Vida personal
Nacido en la ciudad de Puebla, fue hijo del matrimonio formado por Rafael Moreno Valle Suárez y Gabriela Rosas. Nieto del general Rafael Moreno Valle (1917-2016) quien fue también gobernador de Puebla y Secretario de Salud en el sexenio de Gustavo Díaz Ordaz, estaba casado con Martha Érika Alonso al momento de su deceso.
Obtuvo la licenciatura en Economía y en Ciencias Políticas, por el Lycoming College en 1991, siendo merecedor del magna cum laude; fue doctor en Jurisprudencia por la Escuela de Leyes (School of Law) de Boston University. Además, tenía estudios de posgrado en Administración de Empresas por la Harvard University Extension School.

## Trayectoria

### Inicios en la política
Inició su carrera política a los 23 años de edad como parte del cuerpo de asesores del director de Normatividad de Derechos Humanos, Andrés Aguirre Aguilar, en la Secretaría de Gobernación en 1991. Un año después se incorpora como asesor en el equipo de trabajo de Melquíades Morales Flores que era en aquel entonces presidente del PRI en Puebla. Su trabajo consistió en apoyar como asesor durante las elecciones para la gubernatura del mismo estado las cual fueron ganadas por Manuel Bartlett. Posteriormente, en 1993, fue asesor de Manuel Aguilera Gómez, senador de la república y quien después fuera regente del Departamento del Distrito Federal. En 1994, regresaría a Puebla para trabajar como asesor general de la campaña electoral de Melquíades Morales por el Senado.

### Sector bancario y financiero
Entre 1996 y 1999, se desempeñó en el sector bancario. De 1996 a 1997 fue subtesorero de Banca Corporativa para América Latina del banco alemán, Dresdner Bank y ascendió el año siguiente al ser nombrado vicepresidente para América Latina en la ciudad de Nueva York, puesto que ocuparía hasta 1999.

### Sector de finanzas públicas
En 1999 fue llamado por Melquíades Morales Flores, quien fungía como gobernador de Puebla, a formar parte de su gabinete estatal como Secretario de Finanzas, cargo que desempeñó hasta 2003.

### Diputado federal
Compitió en las elecciones federales del 2003 para obtener una diputación federal, postulándose por el distrito VIII de Puebla, con cabecera en el municipio de Ciudad Serdán. Al ganar la elección pasó a formar parte de la LIX Legislatura del Congreso de la Unión. En dicha Legislatura fue presidente del Comité de Administración e integrante de las comisiones en Comunicaciones y Seguridad Pública.

### Diputado local
Después de presidir la Fundación Colosio en Puebla, obtuvo una curul como diputado local de la LVI Legislatura del Congreso del Estado de Puebla por medio del principio de representación proporcional. En esta legislatura presidió la Gran Comisión del Congreso Poblano, siendo Coordinador Parlamentario del Partido Revolucionario Institucional y titular del Poder Legislativo Estatal.
Pide licencia a su cargo para posteriormente adherirse al Partido Acción Nacional y contender por el Senado de la República. Fue elegido senador a las LX y LXI Legislaturas del Congreso de la Unión, representando al Estado de Puebla.

### Senador
Como senador, Moreno Valle Rosas fue presidente de la Comisión de Relaciones Exteriores Organizaciones No Gubernamentales, secretario de la Comisión de Defensa Nacional, e integrante de las comisiones de Comercio y Fomento Industrial, de Seguridad Pública, y miembro de la Comisión Especial para determinar las causas del bajo financiamiento para el desarrollo y del elevado monto de la deuda pública y sus instrumentos.
Propuso la reforma a la Ley General de Educación, hasta ahora vigente, con el fin de homologar la educación inicial con la educación básica (preescolar, primaria, secundaria). Con ello, la Secretaría de Educación Pública quedó facultada para responsabilizarse institucionalmente de ese grado escolar, el cual, había sido considerado un derecho desde el 2002 con una reforma al artículo 3 de la Constitución Mexicana.
Los artículos reformados fueron:
- Fracción 5 del artículo 12 de la Ley General de Educación.
- Los artículos 48, 51, 53, 54 y 55 de la Ley General de Educación.

En las elecciones de 2010 en Puebla que se llevaron a cabo el 4 de julio, integró la coalición Compromiso por Puebla, conformada por los partidos PAN, PRD, Convergencia y Nueva Alianza, resultando ganador del proceso electoral, recibió la constancia de mayoría y el nombramiento como gobernador electo el 11 de julio.

## Controversias como gobernador de Puebla

### Feminicidios
Durante la administración de Moreno Valle, los feminicidios aumentaron en 5 por ciento. El gobierno estatal solo reconoció 103 homicidios, entre 2013 y octubre de 2016, bajo la figura de feminicidio; mientras que el Observatorio de Derechos Sexuales y Reproductivos (Odesyr) contabilizó 241 casos. En febrero de 2016, el fiscal Víctor Carrancá reconoció que, desde 2015, se habían cometido más de 50 feminicidios en su entidad.
El 28 de junio de 2016, la Comisión Nacional para Prevenir y Erradicar la Violencia Contra las Mujeres solicitó que el estado de Puebla emitiera la Alerta de Violencia de Género contra las Mujeres. Sin embargo, el gobierno de Moreno Valle no atendió a las recomendaciones.
De acuerdo con el Observatorio Ciudadano Laboral Poblano, Rafael Moreno Valle bloqueó la emisión de una alerta de género por los feminicidios en la entidad, señalando que a cuatro años de que se tipificó ese delito en Puebla, únicamente se habían dictado tres sentencias. Otras organizaciones denunciaron que la alerta no se realizó porque habría manchado la imagen del exgobernador y sus aspiraciones presidenciales.

### Destrucción de la Casa del Torno
Como parte de un proyecto de teleférico del gobierno estatal, el 7 de noviembre de 2012 fue demolida la Casa del Torno, un inmueble situado en el barrio del Artista del centro histórico de la ciudad de Puebla. La destrucción provocó una reacción por parte de investigadores del Instituto Nacional de Antropología e Historia (INAH) y del comité en Puebla del Consejo Internacional de Monumentos y Sitios, debido a que la obra del teleférico pondría en peligro el estado de Patrimonio Cultural de la Humanidad del centro histórico ante la UNESCO.
En un reporte de 2014 sobre el centro histórico de Puebla, la UNESCO señaló que la Casa del Torno fue demolida a pesar de estar protegida bajo leyes internacionales y exigió al gobierno de Puebla la restauración del inmueble.

### Construcción de la Estrella de Puebla
En enero de 2013, el gobernador Rafael Moreno Valle señaló su intención por instalar una noria en la ciudad de Puebla como parte de los festejos del aniversario 151 de la batalla de Puebla. El proyecto fue bautizado como Estrella de Puebla y consiste en una rueda de la fortuna modelo R80XL, instalada en las inmediaciones del Centro Comercial Angelópolis.
La Estrella de Puebla iba a ser ubicada originalmente en el paseo Bravo, pero académicos e investigadores del Instituto Nacional de Antropología e Historia (INAH) se opusieron. También se contempló su instalación en el Centro Escolar Niños Héroes de Chapultepec (CENHCH), pero el gobierno reculó debido a la oposición de los padres de familia.
Se estima que el costo de la Estrella de Puebla asciende a 400 millones de pesos: 200 destinados a la adquisición de la noria y 200 para la adecuación del predio. Además, el proyecto ha sido criticado por su opacidad, debido a que el gobierno estatal ha ocultado la información relacionada con el ejercicio presupuestal y la asignación de contratos de operación.

### Ley Bala
El 7 de mayo de 2014, el gobernador Moreno Valle Rosas envío al Congreso local una iniciativa titulada Ley para Proteger los Derechos Humanos y Regular el Uso Legítimo de la Fuerza Pública, la cual establecía un criterio de proporcionalidad en el uso de armas no letales por parte de las fuerzas policiales. Dicha ley fue bautizada popularmente como Ley Bala, debido a que permitía la aplicación de armas letales como último recurso, aunque este apartado fue descartado de la redacción final.
La Ley Bala fue aprobada por el Congreso de Puebla el 19 de mayo de 2014. Tras los disturbios de Chalchihuapan en julio de 2014, en los que falleció el niño José Luis Tehuatle a causa de un proyectil usado por la policía, el gobernador Moreno Valle envío al Congreso una iniciativa para abrogar la ley, aunque defendió que la legislación «fue estigmatizada».

En virtud de que esta ley desde su aprobación ha sido estigmatizada con temas que, a pesar de no estar incluidos en su texto, han generado una errónea percepción de la misma, considero pertinente su revisión integral con objeto de emitir un nuevo ordenamiento formulado por los integrantes del Congreso que sustituya la anterior.
Rafael Moreno Valle, 21 de julio de 2014

### Caso Chalchihuapan

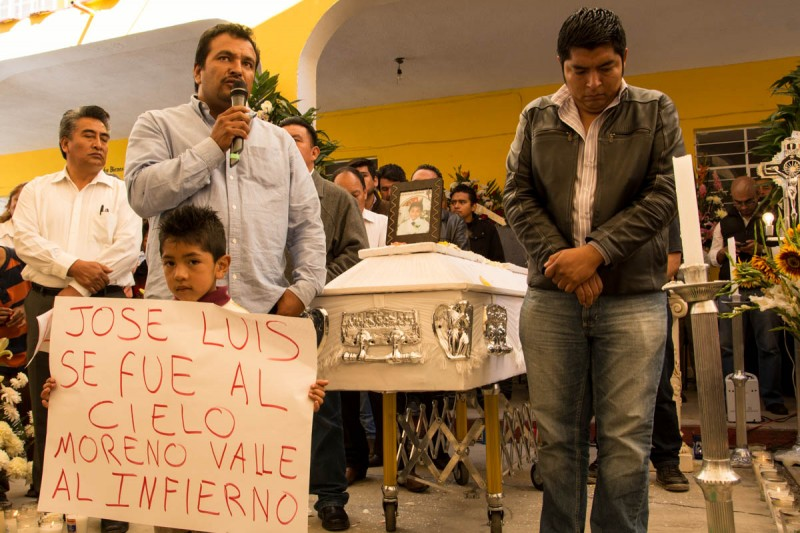
Funeral del niño José Luis Tehuatle, asesinado por fuerzas policiacas.

El 9 de julio de 2014, un grupo de pobladores del municipio de San Bernardino Chalchihuapan se manifestó para exigir la restauración del Registro Civil en las juntas auxiliares del estado de Puebla. Un operativo policial a cargo de Facundo Rosas Rosas, entonces Secretario de Seguridad Pública del Estado de Puebla, culminó en un enfrentamiento violento entre los manifestantes y la policía. Entre las víctimas se encontraba el niño José Luis Tehuatle Tamayo, quien falleció a consecuencia del impacto de un proyectil de largo alcance, de acuerdo con la investigación de la Comisión Nacional de los Derechos Humanos.
El caso cobró notoriedad porque los habitantes de San Bernardino Chalchihuapan acusaron el uso de balas de goma y cápsulas de gas lacrimógeno durante los disturbios, versión que fue apoyada por la Comisión Estatal de Derechos Humanos del Estado de Puebla, pero negada por la Secretaría de Seguridad Pública del Estado de Puebla y la Secretaría de la Defensa Nacional. El incidente desató marchas para exigir un juicio político en contra del gobernador Rafael Moreno Valle Rosas.
En septiembre de 2014, la Comisión Nacional de Derechos Humanos (CNDH) dictaminó que el fallecimiento del niño Tehuatle Tamayo se debió al "uso excesivo de la fuerza y negligencia" por parte de la policía de Puebla, y emitió once recomendaciones para el gobierno estatal. Sin embargo, en agosto de 2015, la Sexta Visitaduría General de la CNDH informó que el gobierno de Moreno Valle no había cumplido aún con cinco recomendaciones relacionadas con el caso.
En enero de 2015, durante su cuarto informe de gobierno, Moreno Valle justificó la actuación de la policía contra la manifestación de los pobladores de Chalchihuapan:

En julio, en la comunidad de San Bernardino Chalchihuapan, un grupo transgredió la ley y alteró la tranquilidad pública al bloquear la carretera Puebla–Atlixco; afectando derechos de terceros, la obligación legal del gobierno es garantizar que impere el estado de derecho como condición indispensable para preservar el orden y la paz social (...) Lamentamos las dolorosas consecuencias de estos hechos; sin embargo, el gobierno del estado siempre actuará con apego a la ley, tal como lo exige la sociedad, para preservar la concordia y la tranquilidad.
Rafael Moreno Valle Rosas, gobernador de Puebla

### Uso de equipo de vigilancia para espionaje político
A raíz de la filtración de correos electrónicos de la firma italiana de software Hacking Team en julio de 2015, se reveló que el gobierno de Puebla habría adquirido equipo de vigilancia y lo habría utilizado con fines de espionaje político. El gobierno de Puebla fue colocado junto con los de Jalisco, Querétaro, Baja California, Tamaulipas, Yucatán, Campeche y Durango como compradores de la empresa italiana.
En enero de 2017, el diario estadounidense The New York Times publicó un reportaje en el que refirió al espionaje político durante el gobierno de Rafael Moreno Valle en Puebla. En la investigación periodística, se señala que la firma Hacking Team recibió en 2013 un pedido por 615 mil euros por parte del gobierno de Puebla, además de que la administración local reservó habitaciones de hotel para los asociados de la empresa italiana.
De acuerdo con el NYT, Moreno Valle utilizó el software de vigilancia de Hacking Team para intervenir durante la elección del nuevo líder del Partido Acción Nacional en 2014. El software malicioso habría sido empleado para infectar los dispositivos de colaboradores de Ernesto Cordero, entonces contendiente a la presidencia del PAN.
Aunque el gobierno de Puebla negó tener nexos con Hacking Team, un reportaje de 2016 reveló que, entre noviembre y diciembre de 2013, la administración de Moreno Valle celebró tres contratos con la empresa SYM Servicios Integrales, la cual ha sido reconocida como intermediaria de ventas entre la firma italiana y diversos gobiernos locales en México. Los productos y servicios adquiridos fueron testados (tachados) de los contratos, bajo el argumento de ser considerados «información confidencial».

### Acusaciones de desvío de erario público
La Auditoría Superior del Estado de Puebla reveló que Rafael Moreno Valle y su sucesor, el exgobernador José Antonio Gali Fayad, desviaron 1600 millones de pesos del Comité Poblano para la Construcción de Espacios Educativos (CAPCEE) empleando 28 empresas fantasma. En el desfalco, declarado por las autoridades del estado de Puebla, participaron también las secretarías estatales de Infraestructura y Transportes, Salud, Finanzas, la SEP, el Conalep, Ceaspue y el Cecyte.

## Muerte
El 24 de diciembre de 2018 a las 14:40, en Santa María Coronango, el helicóptero en que se transportaban Rafael Moreno Valle Rosas y su esposa, la gobernadora de Puebla Martha Érika Alonso, sufrió un siniestro, tras el cual los cinco tripulantes de la aeronave fallecieron.